# Битва при Байрене
Битва при Байрене (исп. Batalla de Bairén) произошла в 1097 году между силами Родриго Диаса де Вивара, также известного, как Эль Сид, в союзе с Педро I Арагонским, против сил династии Альморавидов под командованием Мохаммеда ибн-Тасуфина. Битва была частью долгосрочной христианской Реконкисты и завершилась победой сил королевства Арагон и королевства Валенсия.

## Предыстория
Родриго Диас завоевал провинцию Валенсия 17 июня 1094. Эль Сид объединил усилия с Педро I Арагонским в том же году в Бурриане; союз создавался с целью совместного противодействия Альморавидам. В соответствии положениями Союза, Эль Сид в декабре 1096 прибыл с арагонскими войсками в замок Сьерра-де-Беникаделл (исп.) с оружием, боеприпасами и предметами общего назначения. Сам замок был отбит Эль Сидом в октябре 1091 для контроля южного пути в Валенсию.

## Битва
Мохаммед имн Тасуфин, командующий исламскими силами, двинулся на перехват христианских сил в Хативе. В течение января 1097 года именно из этого района он периодически нападал на силы Педро I Арагонского и Эль Сида, который, тем не менее, сумел добраться до замка Сьерра-де-Беникаделл.
В то время как Эль Сид и король шли на север, они остановились в Байрене (исп.) — месте, расположенном в нескольких километрах к северу от города Гандия. Альморавидам удалось взять близлежащие возвышенности в Мондувере (исп., 841 метр над уровнем моря). Кроме того, генералу Мухаммаду удалось подкрепить свои силы как кораблями Альморавидов, так и кораблями из Аль-Андалуса, лучники и арбалетчики которых с соседнего берега постоянно обстреливали королевские войска.
Положение стало критическим, но Эль Сид решил в одно утро провести штурм центральной позиции войск Альморавидов. К середине дня нападение было в самом разгаре. Позиция Альморавидов приобрела хаотический характер, что передалось и на отступление войск: многие воины утонули в реке или в море.

## Последствия
Христианской армии удалось выйти из сражения с большим количеством победных трофеев после грабежа лагеря Альморавидов. После битвы, христианские войска имели возможность вернуться в безопасный город Валенсия.